# Casa di Romeo
La casa di Romeo è un edificio civile medievale situato in via Arche Scaligere a Verona, in prossimità dell'omonimo monumento e non molto lontano dalla più nota casa di Giulietta.

## Storia e descrizione
L'edificio, come la casa e la tomba di Giulietta, è uno dei luoghi shakespeariani di Verona, individuato come tale in quanto in questa contrada del centro storico ha effettivamente vissuto la famiglia veronese dei Montecchi. In realtà questa fu la residenza di Cagnolo Nogarola, della potente famiglia veronese di discendenza francese dei Nogarola.
La cosiddetta casa di Romeo è una delle abitazioni medievali meglio conservate di Verona: essa si sviluppa lungo tre lati attorno ad un cortile, che affaccia verso la strada dalla quale, però, è separato attraverso un muro merlato, in cui si apre il portale d'accesso al cortile stesso. I tre corpi di fabbrica che si affacciano lungo il cortile, in origine erano tutti caratterizzati da loggiati al pian terreno, di cui si è conservato solamente quello che si trova di fronte al portale d'accesso (quelli di destra e sinistra sono stati tamponati e quindi integrati nell'edificio). Nei prospetti dei tre corpi di fabbrica, in mattoni di laterizio, si aprono finestre di epoca romanica, gotica e rinascimentale, e il corpo di destra è tuttora coronato dalle merlature originali.